# Karol Jankiewicz (aktor)
Karol Jankiewicz (ur. 8 kwietnia 1995) – polski aktor dubbingowy, teatralny oraz telewizyjny.

## Przed kamerą
- 2014: Na sygnale – motocyklista
- 2014–2015: M jak miłość – Kuba Ostrowski
- 2017: O mnie się nie martw – Rafał
- 2018: W rytmie serca – Tomasz
- 2019–2021: Zakochani po uszy – Wojtek Popiel

## Polski dubbing

### Filmy
- 2009: Odlotowe agentki: Film
- 2010: Dino mama
- 2012: Fred: Obóz obciachu – Magoo
- 2013: My Little Pony: Equestria Girls – Flash Sentry
- 2013: Tajemnica zielonego królestwa
- 2013: Samoloty
- 2014: Muppety: Poza prawem
- 2014: Czarownica – Książę Filip
- 2014: Zaplikowani
- 2014: My Little Pony: Equestria Girls: Rainbow Rocks – Flash Sentry
- 2014: Rechotek – Luciano
- 2015: Violetta: Podróż – Andrés
- 2015: My Little Pony: Equestria Girls: Igrzyska Przyjaźni – Flash Sentry

### Seriale
- 1995–1998: Gęsia skórka (druga wersja dubbingu) –
  - Billy (odc. 5-6),
  - Brian Colson (odc. 7),
  - Manny (odc. 11),
  - Bird (odc. 15),
  - różne głosy (odc. 3, 5–7, 9–12, 14–15)
- 2007–2014: M.I. High –
  - Donovan Butler,
  - Lloyd (strażnik biegacz) (odc. 83),
  - gwary (odc. 76-88)
- 2009: Dinopociąg – Olek i Olaf Ornitomimy (odc. 74a)
- 2010–2013: Liga Młodych –
  - Tye Longshadow (odc. 31, 40, 43),
  - Virgil Hawkins (odc. 37)
- 2010–2013: Pound Puppies: Psia paczka –
  - Siatkarz (odc. 27),
  - Pracownik salonu piękności (odc. 29),
  - Simon (odc. 30),
  - gwary
- 2010: My Little Pony: Przyjaźń to magia – Flash Sentry (jeden ze strażników) (odc. 90)
- 2011–2014: Z kopyta –
  - Sidney (odc. 50, 64, 78, 80),
  - Gunner Nelson (odc. 60)
- 2011–2013: Tess kontra chłopaki – Adam (odc. 37)
- 2011: Austin i Ally –
  - chłopak w kostiumie kosmity (odc. 20),
  - Dex (odc. 23)
- 2011: Jessie – Joey Rooney (odc. 75–76)
- 2011: Koszykarze – Jurij (odc. 28)
- 2012–2015: Violetta – Andrés
- 2012–2013: Pokémon: Czerń i Biel – Przygody w Unovie i nie tylko
- 2012: Blog na cztery łapy – Karl Fink (odc. 5, 7, 18, 21, 28, 37, 44, 54, 57–58, 61, 65–66, 70)
- 2012: Littlest Pet Shop –
  - Jasper Jones (odc. 33, 37, 39, 40, 42, 46–47, 51–52, 64, 66, 72–73, 78),
  - misie (odc. 63),
  - chłopak (odc. 66),
  - goście (odc. 66),
  - ludzie (odc. 66),
  - rowerzysta (odc. 71),
  - tłum (odc. 73-75, 77–78),
  - zwierzaki z bródką „Soul Patch” (odc. 78)
- 2012: Lato w mieście –
  - Francesco,
  - chłopak szukający pracy dla kelnerów (odc. 1),
  - chłopak na przystanku autobusowym (odc. 4),
  - lekarz (odc. 21)
- 2013–2015: Oddział specjalny – Chaz (odc. 45)
- 2013–2014: Sam i Cat
- 2013: Duch i nas dwóch – Spencer Wright
- 2013: Grajband – Corey Riffin
- 2013: Liv i Maddie – Joey Rooney
- 2013: Mako Mermaids: Syreny z Mako
- 2013: Młodzi Tytani: Akcja! – Zan (odc. 7b)
- 2013: Grzmotomocni –
  - Dylan (odc. 21),
  - Ostryg (odc. 26–29, 31, 34, 44),
  - Joey (odc. 38)
- 2013: Mój kumpel duch – Mark (odc. 6–7, 9, 11)
- 2013: Chica Vampiro. Nastoletnia wampirzyca – Perykles
- 2013: Jej Wysokość Zosia – Fluke (odc. 58)
- 2013: The Avatars – J.P.
- 2014: Star Wars: Rebelianci – Jai Kell (odc. 6)
- 2014: Szczeżujski
- 2014: Dziewczyna poznaje świat – Joshua Matthews (odc. 13, 15, 20)
- 2014: 7K –
  - Gapcio,
  - Pan Hauencjusz,
  - Kryształowa kula,
  - jedno z luster (odc. 3a)
- 2014: Max i Shred – Dennis (odc. 10, 13)
- 2014: Kirby Buckets – Evan Hansen (odc. 5)
- 2014: Małe czarodziejki –
  - książę Ferg (odc. 1a, 19b),
  - kolega Parsleya (odc. 2b)
- 2014–2021: The Seven Deadly Sins – Gowther, Arthur Pendragon[2]
- 2014: Evermoor – Seb
- 2015: Bella i Buldogi – Kyle (odc. 4, 6, 8)
- 2015: Alex i spółka – Alex
- 2015: Ever After High: W krainie czarów – Humphrey Dumpty
- 2015: Przyjaciółki od czasu do czasu – Barry
- 2015–2018: Dragon Ball Super – Cabba[2]
- 2016–2019: Pokémon – Seria: Słońce i Księżyc – Gladion[2]
- 2018–2020: Chilling Adventures of Sabrina – Harvey Kinkle
- 2021: Blue Period – Yatora Yaguchi[2]
- 2021: Arcane - Mylo
- 2022: Spriggan – Jean Jacquemond[2]
- 2022: Uncle from Another World – Takafumi Takaoka[2]
- 2022: Romantic Killer – Tsukasa Kazuki[2]
- 2023: PLUTO – Epsilon[2]
- 2023: Onimusha – Yoshioka Matashichiro[2]